# Ганс Бальдунг
Ганс Бальдунг  або  Ганс Бальдунг Грін (1485 (?) — 1545) — німецький художник доби відродження, учень Альбрехта Дюрера.

## Життєпис

### Родина
Родина Бальдунг походить з району Швабія. Дослідники його життєпису сходяться, що майбутній художник (про ранні роки життя якого не збережено свідоцтв) народився в Швабіш — Гмунд. Не збережено відомостей і про день та рік його народження. Умовно за рік народження беруть 1485 рік.
Заможна родина Бальдунг оселилася в районі Ельзас наприкінці XV ст. Їх дворянський герб — однорог на червоному тлі. Статус родини і доступ до освіти дозволяв її представникам обіймати високі посади в Священній імперії Германської нації. Батько Ганса (Йохан Бальдунг) обійняв посаду адвоката самого єпископа міста Страсбур. Дядько майбутнього художника Єронім Бальдунг, рідний брат батька — медик при особі германського імператора Максиміліана І. Син Єроніма — після отриманої освіти, обійняв посаду канцлера в Тіролі.
Старший брат Каспар навчався в Страсбурзькому університеті, по закінченні якого став професором університету у місті Фрайбург. З 1520 р. він повернувся і став адвокатом міста Страсбур. Попередником Каспара Бальдунга на цій посаді був відомий письменник Себастьян Брант (бл. 1458—1521), відомий автор сатиричного твору «Похвала глупоті».

### Брак біографічних свідчень
- Не маємо жодних свідчень про навчання Ганса Бальдунга в місцевому університеті.
- Не маємо жодних свідчень про високі посади, які б обіймав Ганс Бальдунг в адміністрації міста чи при вельможній особі, як його родичі чи особи з заможного кола штибу Бальдунгів.
- Немає сумнівів, що заможна родина сприяла освіті (домашній ?) для Ганса і піклувалася про його культурний і соціально високий рівень. Він єдиний з родини, хто обрав фах художника.

### Еротизм творів художника
За припущеннями, перші художні навички Ганс Бальдунг отримав у якогось місцевого майстра або в місцевій майстерні. Еротизм цілої низки творів Ганса свідчить і про його молодість, і про підтримання еротичних традицій в культурі Ельзасу. Ганс Бальдунг навіть зображення Адама і Єви насичував нечувано сміливим еротизмом, відверто показуючи залицяння Адама до жінки. Ще сміливіші його малюнки (оголена відьма бавиться з драконом).
Коли прийшов час удосконалювати майстерність у відомого майстра, Ганс Бальдунг обрав самого Альбрехта Дюрера. Авторитет Дюрера як митця був досить високий. Ганс заручився рекомендаціями і відбув у Нюрнберг до уславленого майстра.

### У майстерні Дюрера

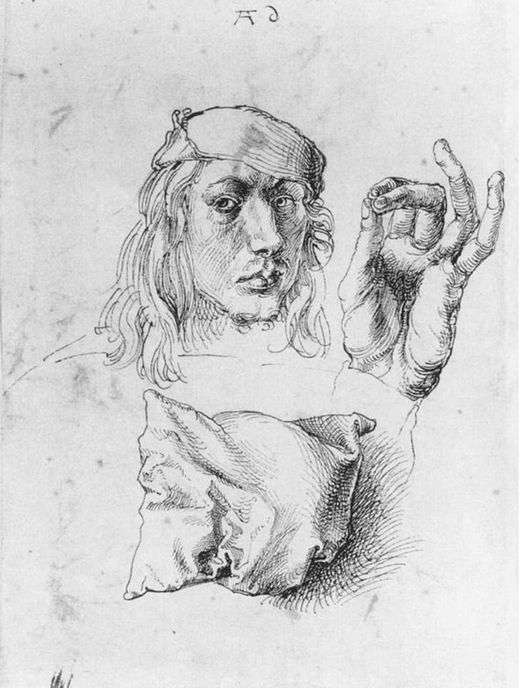
Автопортрет Дюрера з колишньої львівської збірки. 1493 р., рисунок пером, 27,1×21,1 см нині Метрополітен-музей, Нью-Йорк.

Дюрер мав оселю і майстерню в Нюрнберзі. За плечіма майстра були досвід відомого гравера і художника і перебування в уславленій Венеції. Відрізнявся Дюрер і шляхетністю в поведінці. Адже в Венеції він навчався не тільки ремеслу, а навіть танцям, що було зовсім незвично для німецького майстра. Він прийняв в майстерню представника шляхетної родини і придивлявся до новоприбулого. Той був чемним (Дюрер старший за Ганса на 14 років) і старанний в роботі, незважаючи на шляхетне походження. Вчитель і учень порозумілися. Через деякий час Дюрер вдруге відбув з Нюрнберга, а місце голови майстерні перейшло на термін відсутності Альбрехта — до Ганса Бальдунга. Більше того, Дюрер узав з собою графічні твори Ганса Бальдунга, аби продавати їх і пропагувати у такий спосіб появу на художньому обрії нового майстра.
По смерті Альбрехта Дюрера — Гансу Бальдунгу переслали у Страсбур жмутик волосся з голови Дюрера на згадку про минуле і їх добрі стосунки.

### Прізвисько Грін

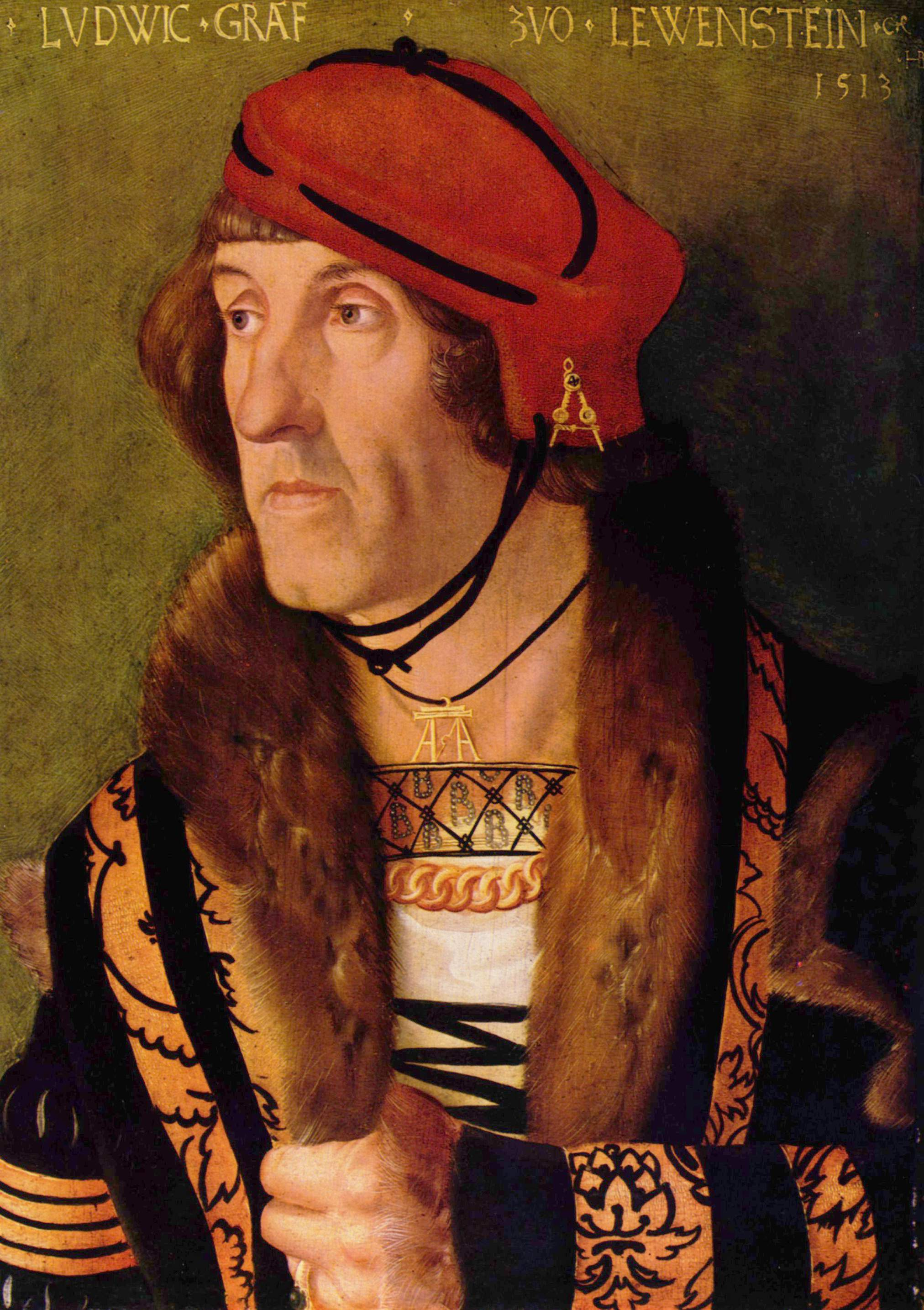
Людвиг Граф Льовенштейн.

Так сталося, що в майстерні Дюрера водночас зібралося декілька Гансів. Аби їх розрізняти, дали кожному прізвисько. Наймолодшого з Гансів-помічників назвали — «Молодий». Ганс Кульмбах став Зюс (або Сусс). Ганс Бальдунг отримав прізвисько — Грін, яке тлумачать як «зелений». Ганс мав пристрасть до одягу зеленого кольору і навіть зобразив себе в зеленому на картині «Розстріл Св. Себастьяна» (1507, Нюрнберг). Більш прискипливі дослідники тлумачать прізвисько як «Жартівник», бо Ганс мав хист до сарказму, до необережних жартів. Німецьке слово «grun» дуже близьке до середньовічного та жаргонного «gruenen», тобто «насміхач», «жартівник». Навіть у власному щоденнику Альбрехт Дюрер називав його одним словом «Grunhans», тобто «зелений Ганс». Так він став Ганс Бальдунг Грін і почав так підписувати свої твори.

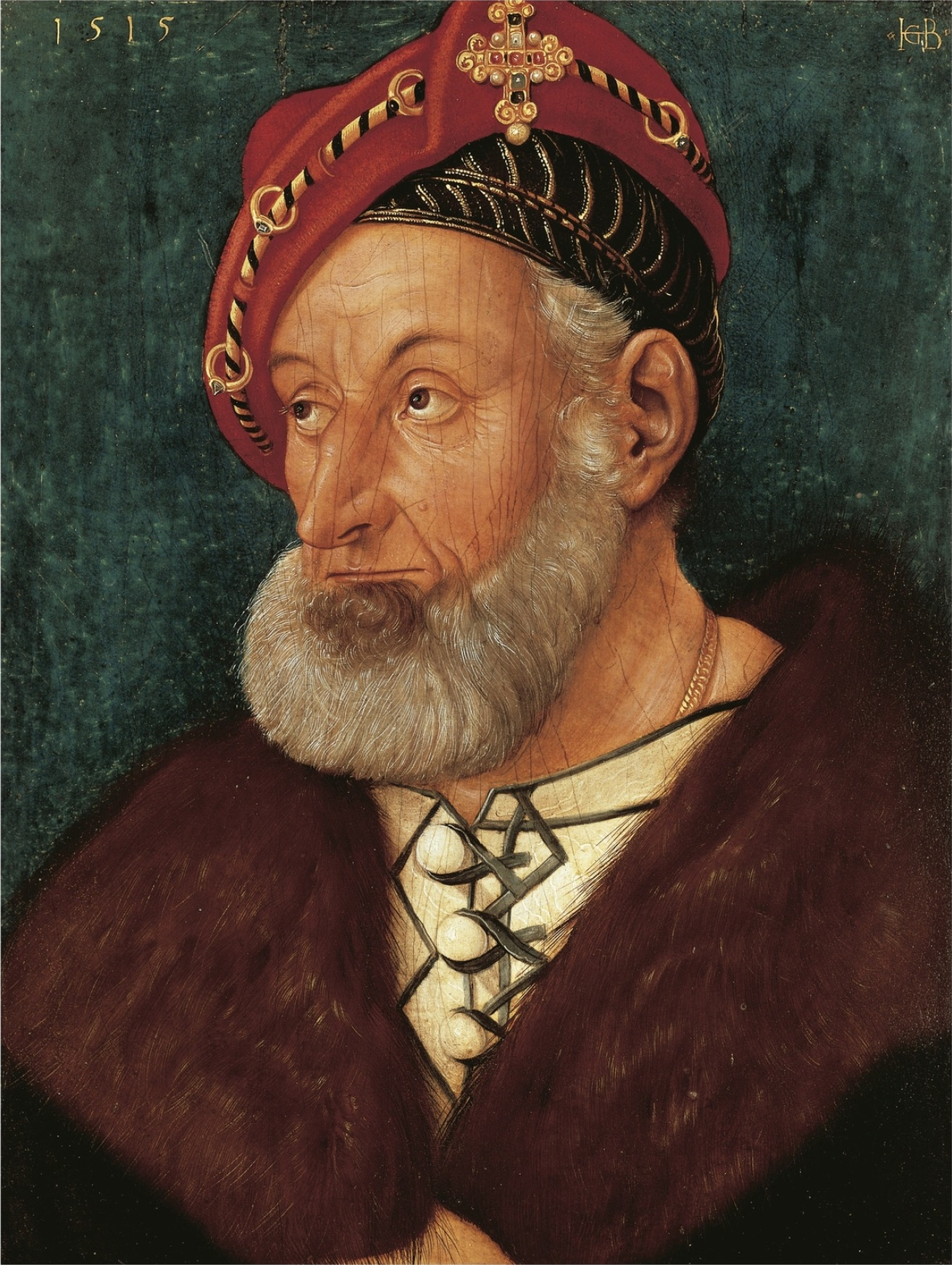
портрет Крістофа Баденського, 1515, Стара пінакотека, Мюнхен

Картини і малюнки Ганса Бальдунга — більш світські в порівннянні з іншими німецькими майстрами. Бальдунг береться за створення портретів, хоча серед них мало значних зразків навіть в автопортретах (Автопортрет, 1503, малюнок, Базель, портрет графа Філіпа фон Плац, 1517, Стара пінакотека, Мюнхен, Портрет графа Георга I Ербаха, 1533). Цікавими зразками творів Ганса Бальдунга були композиції «Пори життя жінки», де він подає уособленя кожної пори жіночим образом, гостро відстежуючи руйнівні зміни на обличчях і тулубі від дитинства і молодості до старості.
Важливою темою творів Ганса Бальдунга була Смерть. Слово смерть в німецькій — чоловічого роду. Звідси відомі композиції Бальдунга з залицяннями Смерті-чоловіка до жінок. Але традиція створення композицій типу «Танок Смерті», перед якою усі рівні і яку охоче розробляли у середньовічних Франції і Німеччині, теж мала місце. Відома лише за копіями картина Бальдунга «Танок Смерти „композиційно перегукується з гравюрами Ганса Гольбейна Молодшого на ці ж теми.

### Життя в Страсбурзі
По завершенні навчання і праці в майстерні Дюрера, Ганс Бальдунг повернувся до Страсбуру. В 1510 р. він отримав громадянство в місті й ступінь магістра в місцевій художній гільдії. Після завершеного навчання і традиційної подорожі він мав право на одруження. Ганс Бальдунг бере шлюб з дочкою заможних городян на ім'я Маргарет Херлин, з якою житиме до смерті. Дітей в родині не було. По смерті чоловіка спадкоємицею майна художника стала удова.

## Вибрані твори

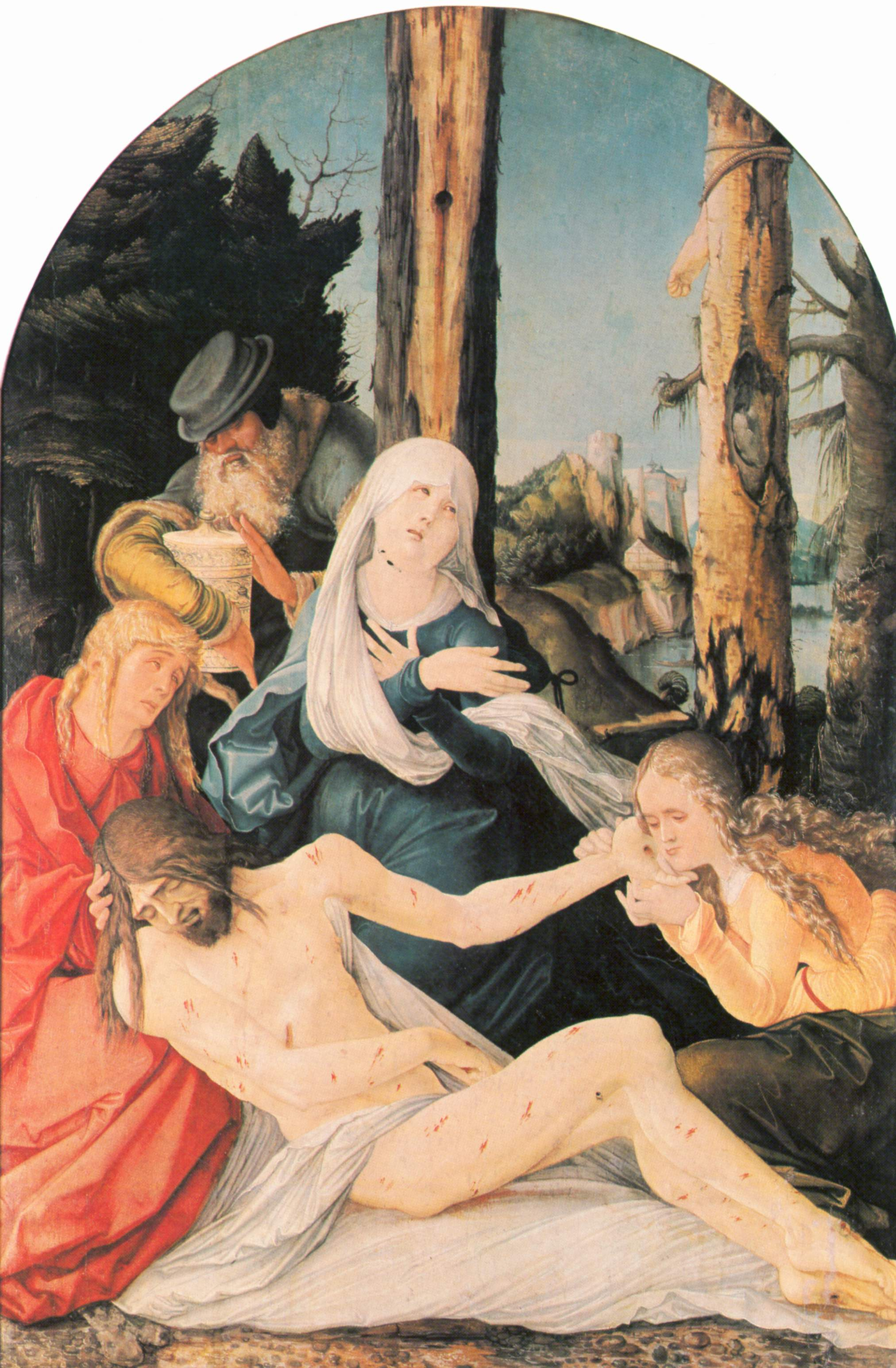
“ Оплакування Христа», 1516, Берлін

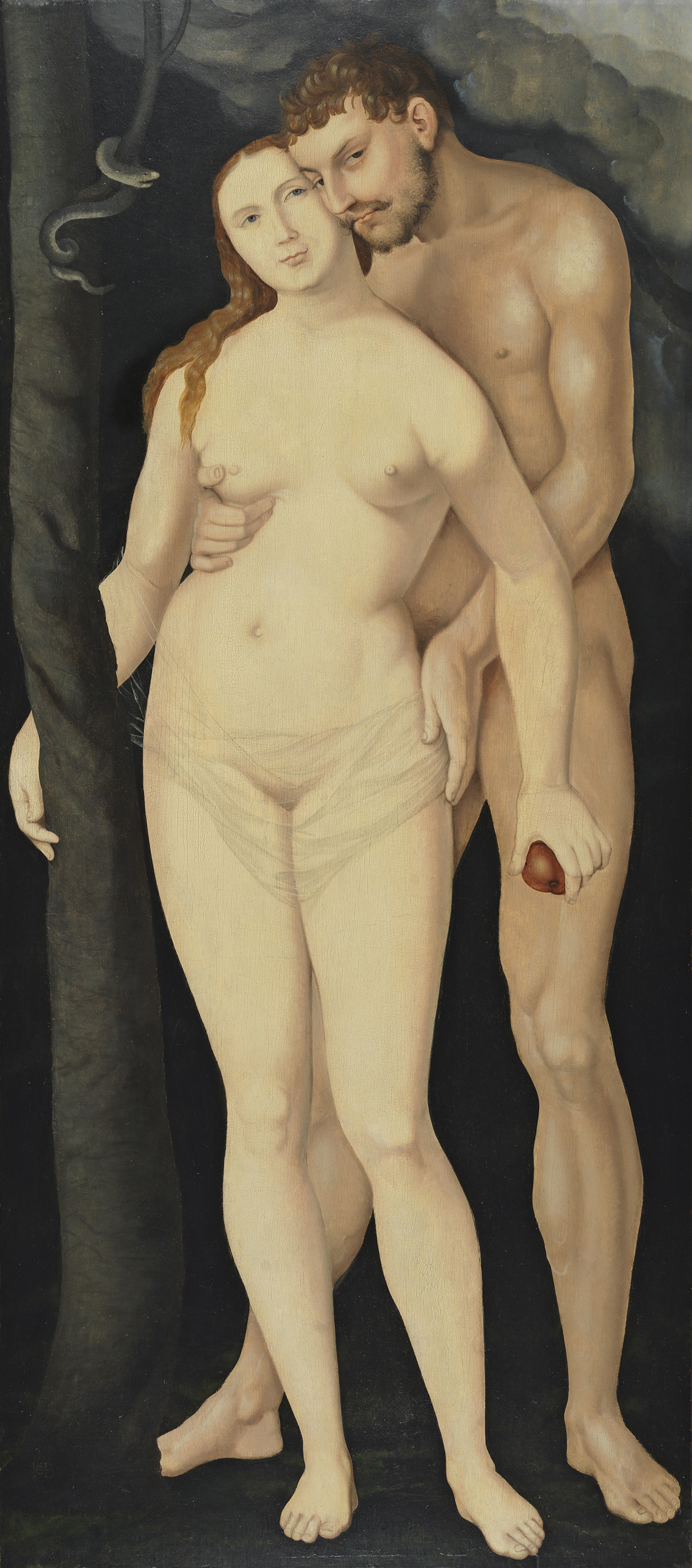
«Адам і Єва», 1533, музей Тиссена-Борнемісса, Мадрид

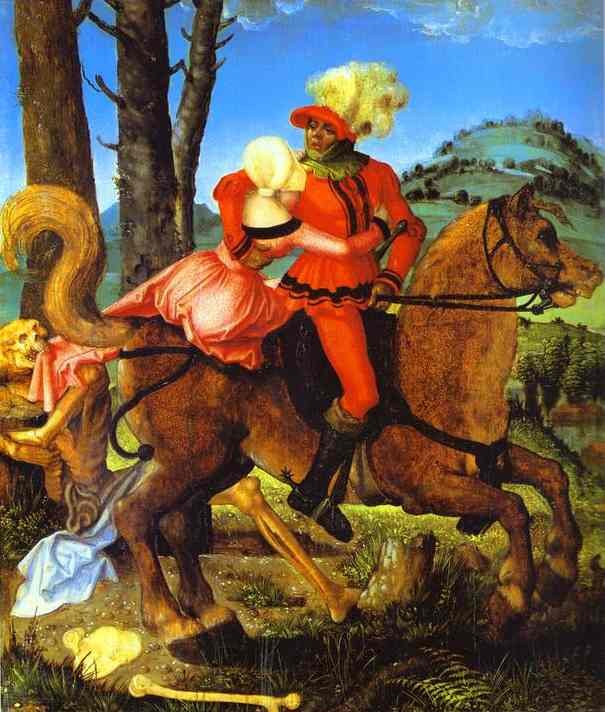
« Лицар верхи, дівчина і Смерть», Лувр, Париж

- Автопортрет, 1503, малюнок, Базель
- «Розстріл Св. Себастьяна», 1507, Нюрнберг
- «Замальовки облич і рук», 1507, малюнок, Лувр, Париж
- «Поклоніння волхвів», 1510, Дессау, Галерея мистецтв Ангальт
- «Три пори життя жінки і Смерть», 1510, Музей історії мистецтв, Відень
- «Втеча Св. Родини в Єгипет», 1511, Нюрнберг
- «Шабаш відьом», 1514, малюнок, Лувр, Париж
- портрет Крістофа Баденського, 1515, Стара пінакотека, Мюнхен
- «Всесвітній потоп», 1516, Бамберг
- «Мучеництво Св. Доротеї», 1516, Прага
- «Оплакування Христа», 1516, Берлін
- Портрет графа Філіпа фон Плац, 1517, Стара пінакотека, Мюнхен
- «Самогубство Лукреції», 1519, малюнок, Веймар
- «Страта відьми», малюнок
- «Взяття Христа під варту», 1520, Кобург
- «Дві відьми», 1523, Франкфурт на Майні
- «Мадонна з немовлям та папугою», 1525, Нюрнберг
- «Юдита з головою Олоферна», 1525, Нюрнберг
- Автопортрет, 1526, Страсбур, Музей красних мистецтв
- «Адам і Єва», 1527, Будапешт
- «Єва, змій-спокусник і Смерть», Лондон
- «Залицяння Смерті до дівчини», (варіанти)
- Жіночий портрет, 1530, музей Тиссена-Борнемісса, Мадрид
- Муцій Сцевола спалює власну руку перед завойовником Порсеною», 1531, Дрезден
- «Пірам і Фісба», 1531, Берлін
- «Двобій Геркулеса з Антеєм», Національний музей, Варшава
- «Двобій Геркулеса з Антеєм», Кассель, Німеччина
- Портрет графа Георга I Ербаха, 1533
- «Адам і Єва», 1533, музей Тиссена-Борнемісса, Мадрид
- Дві створки «Адам і Єва», Уффіці, Флоренція
- «Розп'яття», 1535, Ашаффенбург
- «Три пори життя жінки», 1544, Прадо, Мадрид
- «Лицар верхи, дівчина і Смерть», Лувр, Париж
- «Танок Смерти» (відома тільки в копії)
- «Три Грації», 1544, Прадо, Мадрид
- «Сім періодів життя жінки», Музей образотворчих мистецтв (Лейпциг)